# Zippelia begoniifolia
Zippelia begoniifolia är en pepparväxtart som beskrevs av Carl Ludwig von Blume. Zippelia begoniifolia ingår i släktet Zippelia och familjen pepparväxter. Inga underarter finns listade i Catalogue of Life.